# 2009 في بلجيكا
فيما يلي قوائم الأحداث التي وقعت خلال عام 2009 في بلجيكا.

## سياسة

### تعيين في المنصب
- 14 أكتوبر – زكية الخطابي عضو مجلس الشيوخ البلجيكي.

### انتهاء فترة المنصب
- 1 ديسمبر – هيرمان فان رومبوي عضو مجلس النواب من بلجيكا.

## رياضة
- 5 أبريل – طواف فلاندرز 2009 الفائزون ستيجن ديفولدير، هاينريش هوسلر، فيليب جيلبير.
- 8 أبريل – غنت-وفلجم 2009 الفائزون Aleksandr Kuschynski [الإنجليزية]‏، ماثيو جوس، إيدفالد بواسون هاغن.
- 22 أبريل – فليش والون 2009 الفائز ماريان فوس.
- 25 أبريل – لييج-باستون-لييج 2009
- 30 أغسطس – جائزة بلجيكا الكبرى 2009 الفائز كيمي رايكونن.

## أفلام
من الأفلام التي صدرت هذه السنة في بلجيكا:
- 1 يناير – البارونات من إخراج نبيل بن يادير.
- 1 يناير – السيد لا أحد من إخراج جاكو فان دورميل.

## موسيقى

### أغاني
من الأغاني التي صدرت هذه السنة في بلجيكا:
- 26 سبتمبر – هيا لنرقص من غناء ستروماي.

## وفيات

### يناير
- 4 يناير – ليو كليسترز (مواليد 1956) لاعب كرة قدم بلجيكي.

### أكتوبر
- 12 أكتوبر – فرانك فاندربروك (مواليد 1974) درّاج طريق بلجيكي.
- 30 أكتوبر – كلود ليفي ستروس (مواليد 1908)

### نوفمبر
- 3 نوفمبر – كريستيان باربييه (مواليد 1924)
- 29 نوفمبر – ألكسندر أمير بلجيكا (مواليد 1942)